# Wojciech Bąk

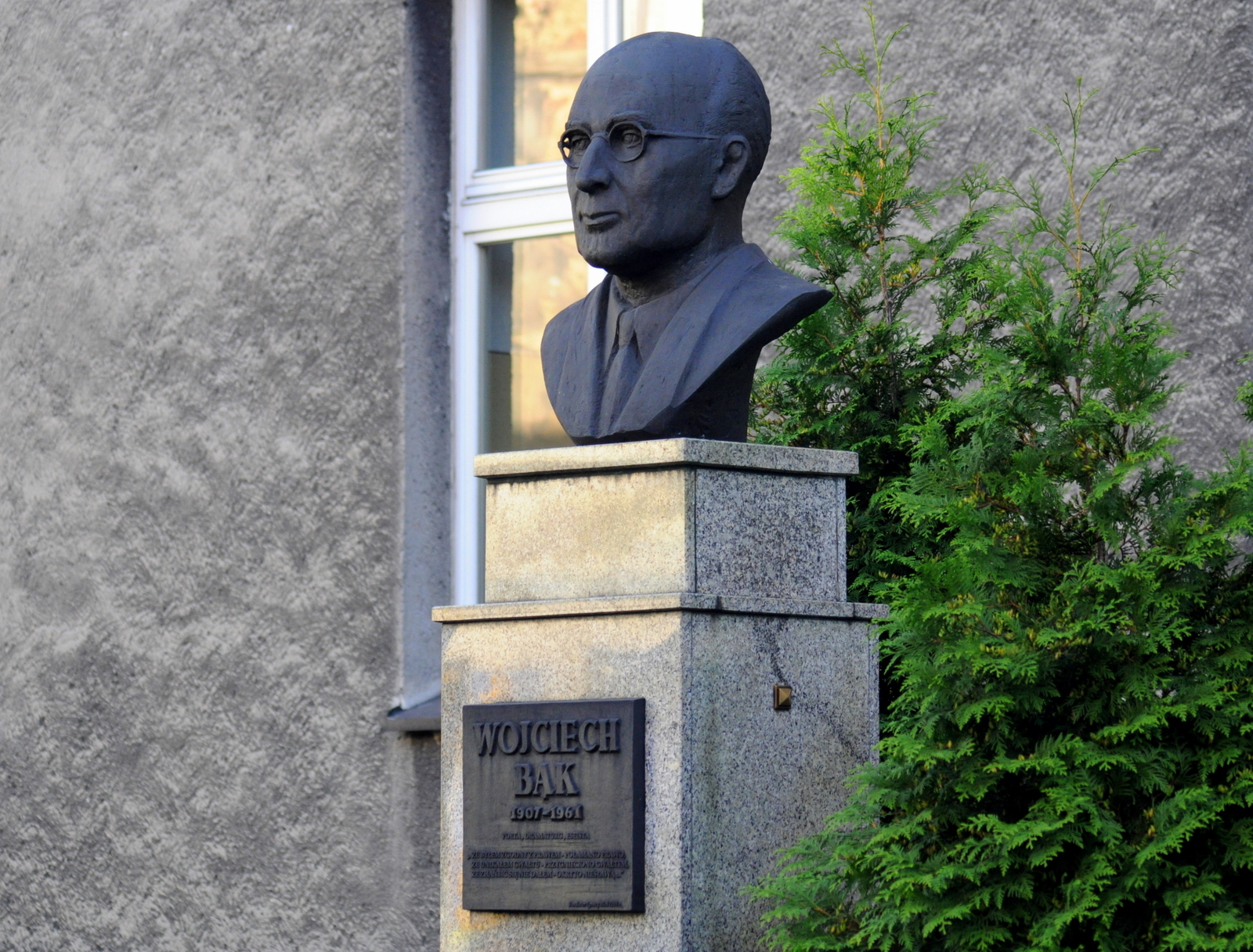
Büste von Wojciech Bąk in Ostrów Wielkopolski

Wojciech Bąk (* 23. April 1907 in Ostrów Wielkopolski; † 30. April 1961 in Posen) war ein polnischer Schriftsteller und Publizist.

## Leben
Bąk besuchte das Gymnasium in Ostów Wielkopolski und gehörte dem Towarzystwo Tomasza Zana an. Nach dem Abitur studierte er von 1924 bis 1929 Polonistik und Philosophie an der Universität Posen. Als Lyriker debütierte er 1927 mit dem Gedicht Modlitwa in der Zeitschrift Głos Prawdy Literackiej. Als Student schloss er sich 1928 der Literaturgruppe Loża an. Nach seinem Studium unterrichtete er an Posener Gymnasien. In den Berufsverband der Polnischen Literaten wurde er 1933 aufgenommen und redigierte ab 1934 die Zeitschrift Życie Literackie. Daneben publizierte er zwischen 1934 und 1936 seine Gedichte und Artikel in den Zeitschriften Pion, Skamander, Prosto z mostu und Rocznik LIteracki.
Während der deutschen Besetzung Polens lebte er in Warschau und beteiligte sich am literarischen Leben im Untergrund. Seine Gedichte veröffentlichte er 1943 in der Untergrundzeitschrift Kultura Polska. Nach der Niederschlagung des Warschauer Aufstandes wurde er in ein Arbeitslager nach Cottbus deportiert.
Nach dem Zweiten Weltkrieg kehrte er nach Posen zurück und arbeitete für die Zweimonatsschrift Życie Literackie, deren Chefredakteur er 1946 wurde. Zugleich war er bis 1948 literarischer Leiter im Verlag seines Bruders Władysław Bąk sowie von 1946 bis 1948 im Neuen Theater. In dieser Zeit publizierte er in Głos Katolicki, Głos Wielkopolski, Tygodnik Powszechny und Dziś i jutro. In den folgenden Jahren litt er an Krankheiten und verbrachte einige Zeit in psychiatrischen Kliniken. Daneben führte er sein literarisches Schaffen weiter.

## Werke

### Lyrik
- Brzemię niebieskie, 1934
- Śpiewna samotność, 1936
- Monogi anielskie, 1938
- Piąta ewangelia, 1946
- Syn ziemi, 1946
- Dłonie z wiatru, 1948
- Modlitewnik. Poezje, 1956
- Zastygłe chwile, 1958
- Zwycięstwo jesienne, 1964
- Wiersze wybrane, 1974
- Poezje wybrane, 1976
- Korzenie moje w Tobie. Modlitwy i medytacje, 1986
- W samotności, 1997
- Dekalog, 2000
- Wysoki ład, 2004

### Drama
- Jerzy i Barbara. Daramat w 5 aktach, 1936
- Tyberiusz. Dramat w 8 odsłonach, 1937
- Sługa Don Kiszota. Tragikomedia w 5 aktach z prologiem i epilogiem, 1943
- Święty Franciszek. Dramat, 1948
- Agrypina, 1961
- Piłat. Proces Chrystusa, 1961
- Upadek Kartaginy, 1961
- Tomasz Morus, 1961

### Prosa
- Zagadnienia i postacie, 1947
- Twarze. Opowiadania, 1948
- Szkice, 1960
- O Bogu-Człowieku i Apostołach, 1961
- Wyznania i wyzwania. Wybór pism, 1968